# 9M133M Kornet-M
Tên lửa chống tăng 9M133M Kornet-M (phiên bản xuất khẩu được định danh 9M133 Kornet-EM) là một loại tên lửa chống tăng có điều khiển của Nga. Nó là loại tên lửa được nâng cấp từ ATGM 9M133 Kornet, với tầm bắn được mở rộng và trang bị đầu đạn cải tiến.
Tên lửa Kornet-EM phần lớn được sử dụng trong hệ thống vũ khí chống tăng Kornet-D. Kornet-M cũng sử dụng được trên hệ thống phóng tên lửa giá ba chân cá nhân.

## Thiết kế
Tên lửa được giới thiệu vào năm 2012, phiên bản sử dụng trên xe thiết giáp sẽ được bổ sung thêm hệ thống tự bắt bám mục tiêu. Thay vì phải di chuyển điểm ngắm bằng tay theo mục tiêu, thì pháo thủ sẽ bắt bám mục tiêu chỉ một lần và máy tính sẽ tiếp tục bắt bám mục tiêu cho tên lửa. Bằng cách lái tên lửa theo chùm tia, cũng giúp cho xe thiết giáp có khả năng bắn tên lửa vào hai mục tiêu khác nhau từ hai bệ phóng khác nhau, giúp tăng tốc độ bắn, giảm số lượng xe thiết giáp cần để thực hiện nhiệm vụ, và có thể vô hiệu hoá xe thiết giáp trang bị Hệ thống bảo vệ chủ động bằng cách bắn liên tiếp hai tên lửa vào một mục tiêu. Hệ thống theo dõi mục tiêu tự động cho phép tên lửa giao chiến được với cả mục tiêu bay thấp như máy bay trực thăng và phương tiện bay không người lái. Tương tự như ATGM Kornet, ATGM Kornet-M được thiết kế để tiêu diệt xe thiết giáp trang bị giáp phản ứng nổ nhờ đầu đạn lượng nổ nối tiếp. Tên lửa Kornet-M cũng được trang bị đầu đạn nhiệt áp. Nga hiện nay đang phát triển loại tên lửa có điều khiển mới để trang bị trên X-UAV mới.

## Các bên sử dụng
- Russia[8]
- Bahrain[9]
- Algeria[10]
- Saudi Arabia[11] (sản xuất theo li xăng)
- Iran[12] (sản xuất theo li xăng)
- Cameroon
- Serbia (trang bị từ năm 2021)[13]